# Wrixum
Wrixum település Németországban, Schleswig-Holstein tartományban. Lakosainak száma 601 fő (2023. december 31.).

## Fekvése
Föhr szigetén fekvő település.

## Népesség
A település népességének változása:
| Lakosok száma | 464  | 643  | 623  | 619  | 578  | 597  | 601  |
|               | 1975 | 2017 | 2018 | 2019 | 2021 | 2022 | 2023 |